# David Ellefson
David Ellefson est un bassiste de metal américain né le 12 novembre 1964 à Jackson dans le Minnesota, célèbre pour être un des membres fondateurs du groupe de thrash metal Megadeth. Le groupe se sépare en 2002, pour se reformer en 2004, mais sans David Ellefson qui ne reviendra qu'en 2010. Il en est finalement évincé en 2021. 

## Biographie
Il est très jeune plongé dans le monde de la musique, et apprend dès son plus jeune âge à jouer du saxophone et du piano mais c'est vers la guitare et surtout vers la basse qu'il va se spécialiser.

### La période Megadeth
Après avoir joué dans plusieurs petits groupes, il déménage à l'âge de 18 ans à Los Angeles. C'est là qu'il rencontrera Dave Mustaine, qui habite l'appartement au-dessus du sien. Lorsque Dave lui fait écouter les démos qu'il a enregistrées avec Metallica (groupe dont il vient d'être écarté), Ellefson décide de monter un groupe avec lui.
C'est ainsi que se crée Megadeth qui publie son premier album en 1985, et qui va connaitre un succès planétaire au cours des années 1990. Au fil des ans et des changements au sein du groupe, il apparait que Dave Mustaine et David Ellefson vont constituer la véritable ossature du groupe.
Mais en 2002, Dave Mustaine, blessé au bras annonce la fin de Megadeth, ce qui va créer un conflit entre les deux hommes. Lorsque le groupe se reforme en 2004, David renonce à réintégrer le groupe et poursuivra même le leader du groupe pour des royalties impayées,.

### Après Megadeth
Après son départ du groupe, son nom circule en tant que prétendant au poste de nouveau bassiste de Metallica (à la suite du départ de Jason Newsted), mais c'est finalement Robert Trujillo qui obtiendra ce poste.
Il participe depuis à de très nombreux projets. Il enregistre avec Soulfly les albums Prophecy et Dark Ages. Il fonde en 2004 le groupe  F5 et joue également dans les groupes Temple of Brutality, Killing Machine, Hail!, Symphony in Red et Avian avec qui il a participé à l'enregistrement de leur tout premier album From the Depths of Time, en 2005.
Par ailleurs, il a été l'un des ambassadeurs de la marque Peavey à la promotion de laquelle il a participé, en 2007, d'une nouvelle basse signature (éponyme) nommé Zodiac D(avid)E(llefson) Scorpio".

### Le retour
Le 8 février 2010, Dave Mustaine annonce le grand, et surtout inattendu, retour du bassiste originel de Megadeth, David Ellefson. Il arrive à temps pour la tournée du 20e anniversaire de Rust in Peace, qui sera mise en vente le 1er mars 2010.
David Ellefson est sponsorisé par les marques Jackson (Fender Musical Instruments Corporation) et Hartke (Samson Technologies Inc.) 
Le 24 mai 2021, Megadeth annonce sur les réseaux sociaux continuer sa route sans David Ellefson, accusé d'échanges à caractère sexuel avec une fan mineure sur Internet.